# Danny Says
Danny Says es una película documental estadounidense de 2015 dirigida y escrita por Brendan Troller, basada en la vida y obra del periodista y mánager Danny Fields. Cuenta además con apariciones especiales de reconocidos artistas y músicos como Alice Cooper, Iggy Pop, Judy Collins y Justin Vivian Bond.
Danny Says ha recibido reseñas mixtas por parte de la crítica. Rotten Tomatoes le da un ranking aprobatorio del 68%, basado en 25 reseñas con un índice de audiencia promedio de 6.7/10. En Metacritic, la cinta tiene una puntuación de 62 sobre 100, basada en 10 críticas indicando "reseñas generalmente favorables".